# Svenska mästerskapen i kortbanesimning 1957
Svenska mästerskapen i kortbanesimning 1957 avgjordes i Valhallabadet, Göteborg 1957. Det var den femte upplagan av kortbane-SM.

## Medaljsummering

### Herrar
| Gren            | Guld                    | Guld                  |
| 50 m frisim     | Göran Larsson 25,9      | Simklubben S02        |
| 800 m frisim    | Willy Hemlin 9.50,4     | Simklubben S02        |
| 100 m fjärilsim | Rolf Friberg 1.05,9     | Jönköpings SLS        |
| 200 m ryggsim   | Hans Andersson 2.26,5   | Tunafors SK           |
| 100 m bröstsim  | Bertil Liljeborg 1.14,8 | SK Poseidon           |
| 4x100 m frisim  | Simklubben S02 3.57,7   | Simklubben S02 3.57,7 |

### Damer
| Gren           | Guld                      | Guld             |
| 50 m frisim    | Kate Jobson 30,3          | Varbergs GIF     |
| 200 m frisim   | Anita Hellström 2.26,9    | SK Neptun        |
| 200 m ryggsim  | Gull-Britt Jönsson 2.44,9 | SK Poseidon      |
| 100 m bröstsim | Gun-Britt Mellberg 1.24,8 | Brännans IF      |
| 4x50 m frisim  | SK Neptun 2.04,5          | SK Neptun 2.04,5 |